# Osteobrama
Osteobrama és un gènere de peixos de la família dels ciprínids i de l'ordre dels cipriniformes.

## Taxonomia
- Osteobrama alfredianus (Valenciennes, 1844)
- Osteobrama bakeri (Day, 1873)
- Osteobrama belangeri (Valenciennes, 1844)
- Osteobrama bhimensis (Singh & Yazdani, 1992)
- Osteobrama cotio (Hamilton, 1822)
- Osteobrama feae (Vinciguerra, 1890)
- Osteobrama neilli (Day, 1873)
- Osteobrama vigorsii (Sykes, 1839)[2][3][4][5][6]